# Bezeréd
Bezeréd is een plaats (község) en gemeente in het Hongaarse comitaat Zala. Bezeréd telt 201 inwoners (2001).